# 榮叡
榮叡（？—749年），日本奈良時代僧侶，美濃國出身。

## 生涯
榮叡於奈良的興福寺學習法相宗，733年，正式授出家者之戒，受傳戒師義真的招請，同普照一起前往唐朝。他在洛陽的大福先寺接受了具足戒，邀請唐朝僧人道璿赴日本弘法。
在唐朝十年多時間裡，他來到揚州大明寺拜謁鑑真，後來改為邀請鑑真東渡日本弘法。鑑真決定東渡日本，榮叡、普照隨行，但六次都失敗了。其間，榮叡於749年在端州（今廣東省肇慶市）龍興寺得病死去。他與普照是共同經歷苦樂的親友同士，在榮叡臨終前由普照照看。榮叡死時，普照忘我地哭泣。

## 外部連結
- 栄叡、普照 - 唐僧ヘッドハンター